# Glorious (Andreas Johnson)
Glorious is een nummer van de Zweedse zanger Andreas Johnson uit 1999. Het is de eerste single van zijn tweede studioalbum Liebling.
Het nummer werd een hit in Noord- en West-Europa. In Johnsons thuisland Zweden bereikte het de derde positie. Het nummer werd ook in een aantal reclamespots gebruikt, onder andere voor Volvo en Vauxhall Motors. Doordat het in 2004 werd gebruikt in een Franse reclame voor Nutella, werd het toen opnieuw een hit in Frankrijk. In de Nederlandse Top 40 bereikte "Glorious" een bescheiden 25e positie, terwijl het in Vlaanderen niet verder dan de 9e positie in de Tipparade kwam.